# Tumenggungan (Ngombol)
Tumenggungan is een bestuurslaag in het regentschap Purworejo van de provincie Midden-Java, Indonesië. Tumenggungan telt 414 inwoners (volkstelling 2010).